# Scleroconium venezuelanum
Scleroconium venezuelanum är en svampart som beskrevs av Syd. 1935. Scleroconium venezuelanum ingår i släktet Scleroconium, divisionen sporsäcksvampar och riket svampar.   Inga underarter finns listade i Catalogue of Life.